# Reinhold Schulze
Reinhold Schulze (* 28. Oktober 1905 in Bremen; † 30. Dezember 1993 in Bonn) war ein deutscher Ingenieur, Politiker, Publizist und nationalsozialistischer Funktionär. 

## Leben
Reinhold Schulze wurde als Sohn eines Ingenieurs geboren und evangelisch getauft. Seit 1922 gehörte er dem Jungnationalen Bund an. 1925 bis 1930 studierte er an der Technischen Universität München Maschinenbau. Nachdem er diesen Studiengang als Diplom-Ingenieur abgeschossen hatte, studierte er 1930–1931 in Rostock und Hamburg Volkswirtschaftslehre. Bereits 1928 hatte er sich dem Nationalsozialistischen Deutschen Studentenbund (NSDStB) angeschossen. 1929 trat er in die NSDAP ein. 1930 wurde er Kreisführer Nord des NSDStB. Er behielt dieses Amt bis 1933. 1931 war Schulze im AStA der Universität Hamburg tätig. Von Juni 1931 bis 1933 fungierte er als für Norddeutschland zuständiger Kreisführer II der Deutschen Studentenschaft. Von November 1932 bis März 1933 war er Reichstagsabgeordneter, nachdem er als Reichswahlvorschlag von der NSDAP nominiert wurde. Auf der Kandidatenliste bezeichnete er sich damals als Diplomingenieur mit Sitz in Altona-Großflottbek.
1933 trat Schulze der SA bei und wurde Abteilungsleiter beim Reichs-SA-Hochschulamt. Im Mai 1933 trat er als Redner bei der in Hamburg inszenierten Bücherverbrennung auf. 1934 wurde Schulze SA-Obersturmbannführer. Nach kurzzeitiger Tätigkeit als Zeichner beim ADAC, wurde er ab Juli 1935 Leiter des Grenz- und Auslandsamtes der Reichsjugendführung. 
Bei der Reichstagswahl am 29. März 1936 kandidierte Reinhold Schulze erneut für die NSDAP. In seiner Funktion als Amtsleiter RJF und Berlin-Wilmersdorf, Ruhrstraße 18, erhielt er aber kein Mandat.
1939 wurde er schließlich zum Obergebietsführer der Hitlerjugend ernannt. 1940 bis 1945 war er als Kulturreferent an der deutschen Botschaft in Japan tätig.
Bis Februar 1947 war er in US-amerikanischer Internierung. Danach ließ Schulze sich als Ingenieur in Hamburg nieder und wurde 1952 Mitglied der FDP. Seit 1956 fungierte er als außenpolitischer Referent in der Bundesgeschäftsstelle der FDP. 1959 wechselte er zur damals neu gegründeten parteinahen Friedrich-Naumann-Stiftung über, wurde schließlich deren stellvertretender Leiter. Bis 1971 blieb er als Studienleiter für die Stiftung tätig. Von 1974 bis 1989 war er Mitglied des Beirats der Stiftung.